# Síria nos Jogos Olímpicos de Verão de 2000
A Síria participou dos Jogos Olímpicos de Verão de 2000 em Sydney, Austrália.